# Pilot Pen Tennis 2010 - Qualificazioni singolare maschile
Le qualificazioni del singolare maschile del Pilot Pen Tennis 2010 sono state un torneo di tennis preliminare per accedere alla fase finale della manifestazione. I vincitori dell'ultimo turno sono entrati di diritto nel tabellone principale. In caso di ritiro di uno o più giocatori aventi diritto a questi sono subentrati i lucky loser, ossia i giocatori che hanno perso nell'ultimo turno ma che avevano una classifica più alta rispetto agli altri partecipanti che avevano comunque perso nel turno finale.
Le qualificazioni del Pilot Pen Tennis  2010 prevedevano 32 partecipanti di cui 4 sono entrati nel tabellone principale.

## Teste di serie
1. Radek Štěpánek (ultimo turno)
2. Juan Mónaco (secondo turno)
3. Michail Kukuškin (Qualificato)
4. Fabio Fognini (primo turno)

1. Tobias Kamke (primo turno)
2. Björn Phau (primo turno)
3. Tejmuraz Gabašvili (Qualificato)
4. Paul-Henri Mathieu (ultimo turno)

## Qualificati
1. Tejmuraz Gabašvili
2. Dustin Brown

1. Michail Kukuškin
2. Philip Bester

## Tabellone

### Legenda
| - Q = Qualificato - WC = Wild card - LL = Lucky loser | - ALT = Alternate - SE = Special Exempt - PR = Protected Ranking | - w/o = Walkover - r = Ritirato - d = Squalificato |

### Sezione 1
|  | Primo turno     | Primo turno        | Primo turno        | Primo turno | Primo turno |  |  | Secondo turno | Secondo turno      | Secondo turno      | Secondo turno      | Secondo turno      |   |   | Ultimo turno | Ultimo turno   | Ultimo turno   | Ultimo turno | Ultimo turno |  |
|  |                 |                    |                    |             |             |  |  |               |                    |                    |                    |                    |   |   |              |                |                |              |              |  |
|  | 1               | Radek Štěpánek     | Radek Štěpánek     | 6           | 6           |  |  |               |                    |                    |                    |                    |   |   |              |                |                |              |              |  |
|  |                 | Ivan Serheev       | Ivan Serheev       | 2           | 4           |  |  | 1             | Radek Štěpánek     | Radek Štěpánek     | 6                  | 6                  |   |   |              |                |                |              |              |  |
|  | Ryan Sweeting   | Ryan Sweeting      | Ryan Sweeting      | 6           | 6           |  |  |               | Ryan Sweeting      | Ryan Sweeting      | 3                  | 0                  |   |   |              |                |                |              |              |  |
|  | Adam El Mihdawy | Adam El Mihdawy    | Adam El Mihdawy    | 3           | 2           |  |  |               |                    |                    |                    |                    |   |   | 1            | Radek Štěpánek | Radek Štěpánek | 4            | 4            |  |
|  | Igor Sijsling   | Igor Sijsling      | Igor Sijsling      | 6           | 6           |  |  |               |                    | 7                  | Tejmuraz Gabašvili | Tejmuraz Gabašvili | 6 | 6 |              |                |                |              |              |  |
|  | Andre Begemann  | Andre Begemann     | Andre Begemann     | 2           | 4           |  |  |               | Igor Sijsling      | Igor Sijsling      | 3                  | 3                  |   |   |              |                |                |              |              |  |
|  | 7               | Tejmuraz Gabašvili | Tejmuraz Gabašvili | 6           | 6           |  |  | 7             | Tejmuraz Gabašvili | Tejmuraz Gabašvili | 6                  | 6                  |   |   |              |                |                |              |              |  |
|  |                 | Kirill Kasyanov    | Kirill Kasyanov    | 1           | 2           |  |  |               |                    |                    |                    |                    |   |   |              |                |                |              |              |  |

### Sezione 2
|  | Primo turno     | Primo turno     | Primo turno     | Primo turno | Primo turno |  |  | Secondo turno   | Secondo turno   | Secondo turno   | Secondo turno | Secondo turno |   |   | Ultimo turno    | Ultimo turno    | Ultimo turno    | Ultimo turno | Ultimo turno |  |
|  |                 |                 |                 |             |             |  |  |                 |                 |                 |               |               |   |   |                 |                 |                 |              |              |  |
|  | 2               | Juan Mónaco     | 2               | 7           | 6           |  |  |                 |                 |                 |               |               |   |   |                 |                 |                 |              |              |  |
|  |                 | Greg Jones      | 6               | 63          | 1           |  |  | 2               | Juan Mónaco     | Juan Mónaco     | 68            | 3             |   |   |                 |                 |                 |              |              |  |
|  | Guillaume Rufin | Guillaume Rufin | Guillaume Rufin | 6           | 6           |  |  |                 | Guillaume Rufin | Guillaume Rufin | 7             | 6             |   |   |                 |                 |                 |              |              |  |
|  | Adam Feeney     | Adam Feeney     | Adam Feeney     | 1           | 0           |  |  |                 |                 |                 |               |               |   |   | Guillaume Rufin | Guillaume Rufin | Guillaume Rufin | 4            | 63           |  |
|  | Joseph Sirianni | Joseph Sirianni | 3               | 7           | 7           |  |  |                 |                 | Dustin Brown    | Dustin Brown  | Dustin Brown  | 6 | 7 |                 |                 |                 |              |              |  |
|  | Luka Gregorc    | Luka Gregorc    | 6               | 63          | 6(1)        |  |  | Joseph Sirianni | Joseph Sirianni | 7               | 3             | 3             |   |   |                 |                 |                 |              |              |  |
|  |                 | Dustin Brown    | 3               | 6           | 7           |  |  | Dustin Brown    | Dustin Brown    | 64              | 6             | 6             |   |   |                 |                 |                 |              |              |  |
|  | 5               | Tobias Kamke    | 6               | 3           | 64          |  |  |                 |                 |                 |               |               |   |   |                 |                 |                 |              |              |  |

### Sezione 3
|  | Primo turno     | Primo turno        | Primo turno        | Primo turno | Primo turno |  |  | Secondo turno | Secondo turno      | Secondo turno      | Secondo turno      | Secondo turno      |   |   | Ultimo turno | Ultimo turno     | Ultimo turno     | Ultimo turno | Ultimo turno |  |
|  |                 |                    |                    |             |             |  |  |               |                    |                    |                    |                    |   |   |              |                  |                  |              |              |  |
|  | 3               | Michail Kukuškin   | Michail Kukuškin   | 6           | 6           |  |  |               |                    |                    |                    |                    |   |   |              |                  |                  |              |              |  |
|  |                 | Dayne Kelly        | Dayne Kelly        | 4           | 3           |  |  | 3             | Michail Kukuškin   | Michail Kukuškin   | 6                  | 6                  |   |   |              |                  |                  |              |              |  |
|  | Ivo Klec        | Ivo Klec           | Ivo Klec           | 6           | 6           |  |  |               | Ivo Klec           | Ivo Klec           | 4                  | 2                  |   |   |              |                  |                  |              |              |  |
|  | Jonathan Pastel | Jonathan Pastel    | Jonathan Pastel    | 3           | 1           |  |  |               |                    |                    |                    |                    |   |   | 3            | Michail Kukuškin | Michail Kukuškin | 6            | 7            |  |
|  | Bradley Klahn   | Bradley Klahn      | Bradley Klahn      | 7           | 6           |  |  |               |                    | 8                  | Paul-Henri Mathieu | Paul-Henri Mathieu | 4 | 5 |              |                  |                  |              |              |  |
|  | Carsten Ball    | Carsten Ball       | Carsten Ball       | 64          | 2           |  |  |               | Bradley Klahn      | Bradley Klahn      | 2                  | 1                  |   |   |              |                  |                  |              |              |  |
|  | 8               | Paul-Henri Mathieu | Paul-Henri Mathieu | 6           | 7           |  |  | 8             | Paul-Henri Mathieu | Paul-Henri Mathieu | 6                  | 6                  |   |   |              |                  |                  |              |              |  |
|  |                 | Marius Copil       | Marius Copil       | 3           | 5           |  |  |               |                    |                    |                    |                    |   |   |              |                  |                  |              |              |  |

### Sezione 4
|  | Primo turno  | Primo turno     | Primo turno   | Primo turno | Primo turno |  |  | Secondo turno   | Secondo turno   | Secondo turno | Secondo turno | Secondo turno |   |   | Ultimo turno    | Ultimo turno    | Ultimo turno | Ultimo turno | Ultimo turno |  |
|  |              |                 |               |             |             |  |  |                 |                 |               |               |               |   |   |                 |                 |              |              |              |  |
|  |              | Andrew Anderson | 2             | 6           | 7           |  |  |                 |                 |               |               |               |   |   |                 |                 |              |              |              |  |
|  | 4            | Fabio Fognini   | 6             | 0           | 64          |  |  | Andrew Anderson | Andrew Anderson | 1             | 7             | 6             |   |   |                 |                 |              |              |              |  |
|  | James Ward   | James Ward      | 3             | 6           | 6           |  |  | James Ward      | James Ward      | 6             | 5             | 1             |   |   |                 |                 |              |              |              |  |
|  | Brydan Klein | Brydan Klein    | 6             | 4           | 1           |  |  |                 |                 |               |               |               |   |   | Andrew Anderson | Andrew Anderson | 68           | 6            | 3            |  |
|  | Serhij Bubka | Serhij Bubka    | Serhij Bubka  | 6           | 6           |  |  |                 |                 | Philip Bester | Philip Bester | 7             | 3 | 6 |                 |                 |              |              |              |  |
|  | Marc Powers  | Marc Powers     | Marc Powers   | 2           | 1           |  |  | Serhij Bubka    | Serhij Bubka    | 2             | 6             | 5             |   |   |                 |                 |              |              |              |  |
|  |              | Philip Bester   | Philip Bester | 7           | 7           |  |  | Philip Bester   | Philip Bester   | 6             | 4             | 7             |   |   |                 |                 |              |              |              |  |
|  | 6            | Björn Phau      | Björn Phau    | 63          | 610         |  |  |                 |                 |               |               |               |   |   |                 |                 |              |              |              |  |